# Алексія, принцеса Греції та Данії
Принцеса Греції та Данії Алексія ( грец. Αλεξία  ; народилася 10 липня 1965р.) — колишня грецька принцеса та педагог. Вона є старшою дитиною Костянтина II і Анни-Марії Датської, які були королем і королевою Греції з 1964 року до скасування монархії в 1973 році. Вона була ймовірною спадкоємицею грецького престолу від свого народження в 1965 році до народження її брата кронпринца Павлоса в 1967 році. 

## Раннє життя
Алексія народилася 10 липня 1965 року на віллі Мон Репос на грецькому острові Корфу, яка на той час використовувалася як літня резиденція грецької королівської родини. Вона була першою дитиною короля Костянтина II і  королеви Анни-Марії. На момент її народження її батько був королем Греції, її дід був королем Данії, а її прадід був королем Швеції. 
Як єдина дитина монарха, до народження її брата Павлоса 20 травня 1967 року, Алексія була імовірною спадкоємицею престолу на момент існуючої Еллінської монархії. Конституція Греції 1952 року змінила порядок успадкування трону Греції з попереднього салічного закону, поширеного на більшій частині континенту, який виключав успадкування жінок, на першородство з перевагою чоловіків, згідно з яким успадкування трону надавалося жінці якщо вона не має братів, подібно до чинних на той час законів про престолонаслідування Сполученого Королівства, Данії та Іспанії.
Алексія виросла у вигнанні та виросла між Римом і Лондоном. До навчання в Грецькому коледжі Лондона вона відвідувала школу для хлопчиків і дівчаток міс Серті в Римі, Італія. Після коледжу в 1985 році вона вступила до коледжу Фробеля Рогемптонського інституту, підрозділу Університету Сюррей, а в 1988 році отримала ступінь бакалавра історії та освіти. У 1989 році вона отримала диплом про освіту та стала вчителем початкової школи в центральній частині міста Соутворк у Лондоні між 1989 і 1992 роками  , а потім переїхала до Барселони, де стала вчителем дітей з вадами розвитку.

## Шлюб та діти

Подвійний шифр Алексії та Карлоса

9 липня 1999 року Алексія вийшла заміж за Карлоса Хав'єра Моралеса Кінтану, архітектора та чемпіона з яхтсмену, у соборі Святої Софії в Лондоні. Наречена була в сукні від австрійського дизайнера Інге Справсон. Її супроводжували її сестра принцеса Феодора, її племінниця принцеса Марія-Олімпія та принцеса Мафальда, донька Кирила, князя Преславського, сина колишнього царя Симеона Болгарського. У пари четверо дітей:
- Аррієтта Моралес і де Гресія (нар. 24 лютого 2002, Барселона ) [9]
- Анна-Марія Моралес і де Гресія (нар. 15 травня 2003, Барселона) [9]
- Карлос Моралес і де Гресія (нар. 30 липня 2005, Барселона) [9]
- Амелія Моралес і де Гресія (нар. 26 жовтня 2007, Барселона) [10]

Станом на 2023 рік Алексія та її родина живуть на батьківщині її чоловіка, у пристані Пуерто-Калеро, Яїза, Лансароте на Канарських островах, у будинку, спроектованому її чоловіком. 

## Титули

Герб принцеси Греції

- 10 липня 1965 – теперішній час: Її Королівська Високість Принцеса Греції та Данії Алексія [5]

## Почесті
- Greek Royal Family: Кавалер Великого Хреста Ордена Спасителя
- Greek Royal Family: Великий хрест Божої Матері, Особливий ступінь Ордена Святих Ольги і Софії (за народженням)

## Цитування
1. 1 2 3 4 5 6  Lundy D. R. The Peerage
2. ↑  Lakritz, Talia (14 квітня 2021). Take a look inside Prince Philip's birthplace, a 19th-century Greek island villa that is now an archaeological museum. Insider. Процитовано 26 серпня 2021.
3. ↑  Hourmouzios, Stelio (1972). No Ordinary Crown : A Biography of King Paul of the Hellenes. Weidenfeld & N. с. 243–244. ISBN 0-297-99408-5.
4. ↑  Cope, Rebecca (1 червня 2021). Prince Philippos of Greece and Denmark and Nina Flohr celebrate second wedding. Tatler. Архів оригіналу за 28 червня 2021. Процитовано 26 серпня 2021.
5. 1 2  de Badts de Cugnac, Chantal.
6. 1 2  Eilers, Marlene.
7. ↑  Gay, Danielle (8 липня 2019). Inside Princess Alexia and Carlos Morales Quintana's 1999 wedding. Vogue. Процитовано 26 серпня 2021.
8. ↑  Royal weddings in history. Vogue. Архів оригіналу за 1 лютого 2014.
9. 1 2 3  You are being redirected... www.greekroyalfamily.gr. Процитовано 17 січня 2023.
10. 1 2  Princess Alexia. Архів оригіналу за 13 квітня 2021. Процитовано 13 квітня 2021.